# Au crépuscule
Pour l'œuvre musicale de Mel Bonis, voir Au Crépuscule.
Au crépuscule (Sutemose) est un film lituanien réalisé par Šarūnas Bartas, sorti en 2019.
Pour plus de détails, voir Fiche technique et Distribution.
Le film, sélectionné en compétition officielle à Cannes, a reçu le label du Festival de Cannes 2020.

## Synopsis
Dans la Lituanie de 1948, après une guerre désastreuse, en pleine occupation soviétique, quelques partisans constituent un maquis, aidé par quelques paysans. Jurgis Pliauga est l'un d'eux. Son fils adoptif, Unte, 19 ans, cherche son identité.

## Fiche technique
- Titre original : Sutemose
- Titre français : Au crépuscule
- Réalisation : Šarūnas Bartas
- Scénario : Šarūnas Bartas et Ausra Giedraityte
- Photographie : Eitvydas Doskus
- Montage : Simon Birman
- Musique : Jakub Rataj et Gabriele Dikciute
- Pays d'origine : Lituanie
- Format : Couleurs
- Genre : drame
- Durée : 126 minutes
- Dates de sortie :
  - Lituanie : 29 novembre 2019
  - France: 24 novembre 2021

## Distribution
- Arvydas Dapsys : Jurgis Pliauga
- Marius Povilas Elijas Martynenko : Unte
- Alina Zaliukaite-Ramanauskiene : Elena Pliaugiene
- Salvijus Trepulis : Deacon
- Valdas Virgailis : Ignas
- Rytis Saladzius : Hook
- Saulius Sestavickas : Tusk
- Vita Siauciunaite : Agne

## Sortie

### Accueil
En France, le site Allociné recense une moyenne des critiques presse de 3,4/5.

## Distinctions
Sélections
- Label Festival de Cannes 2020
- Festival international du film de Saint-Sébastien 2020 : En compétition pour la Coquille d'or
- Listapad 2020 : sélection en compétition internationale
- Festival GoEast 2021 : sélection en compétition